# Cayetano Palmaroli

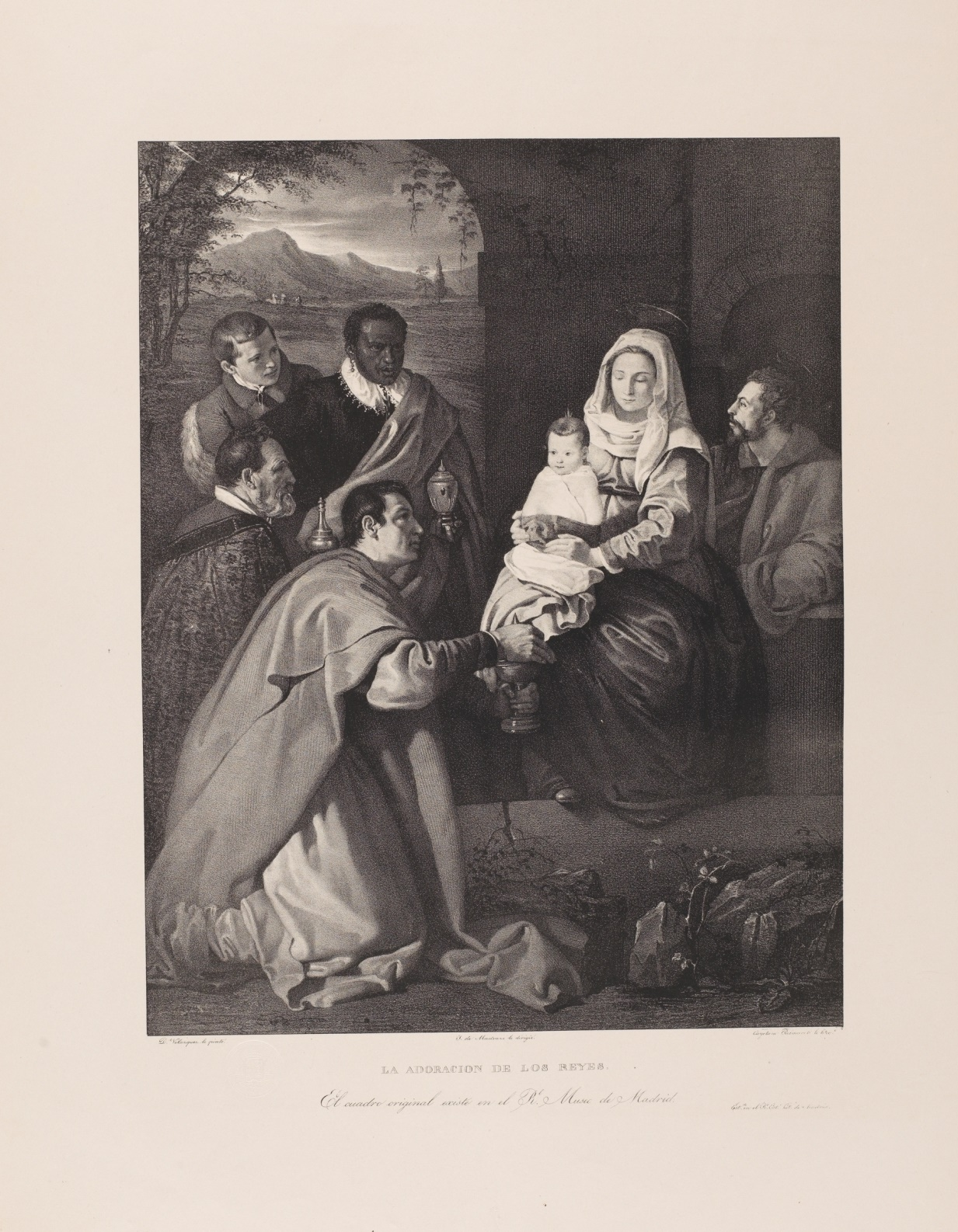
Adoración de los Reyes Magos. Aguatinta litográfica según Diego Velázquez. Madrid, Museo del Prado, Gabinete de Dibujos, Estampas y Fotografías.

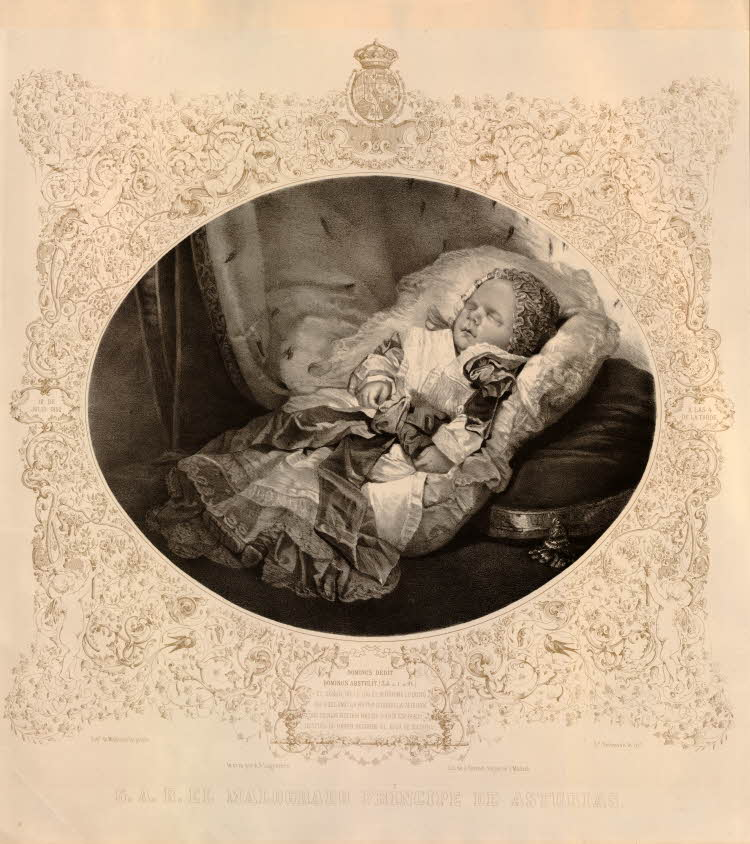
S.A.R. el malogrado príncipe de Asturias (Fernando de Borbón y Borbón). Litografía de Cayetano Palmaroli según pintura de Federico de Madrazo estampada en la litografía de Julio Donon, Madrid. Londres, British Museum.

Cayetano Palmaroli (Fermo, 1801-Madrid, 1853) fue un pintor y litógrafo italiano activo principalmente en Madrid.

## Biografía y obra
Nacido en Fermo, Gaetano Palmaroli, conocido en España como Cayetano, se formó en la Academia de San Lucas de Roma donde tuvo como maestro a Tommaso Minardi, máximo representante de la corriente purista. El primer trabajo importante que allí hizo, según Ossorio, la copia del fresco de Rafael de la Batalla de Constantino, de la que se abrió lámina grabada de gran tamaño, le granjeó fama de buen dibujante y ser llamado a Madrid para trabajar a las órdenes de José de Madrazo en la reproducción litográfica de las pinturas del Museo del Prado.
En 1829 se estableció en Madrid. Aquí, sus primeros trabajos, con destino a la Colección litográfica de los cuadros del rey de España promovida por el Real Establecimiento Litográfico, iban a consistir en la reproducción de El emperador Carlos V con un perro  de Tiziano, copia de Jacob Seisenegger, La Sagrada Familia de Simone Cantarini, el retrato de Pedro María Rossi, conde de San Segundo de Parmigianino, El prendimiento de Cristo y La Piedad de Anton van Dyck, La huida a Egipto de Alessandro Turchi, San Pedro liberado por un ángel de Guercino y La adoración de los Reyes Magos de Velázquez, reproducción interesante por cuanto los dos lados de la composición y el paisaje del fondo tienen un desarrollo mayor que en el original, lo que ha hecho pensar a algún especialista que el cuadro fuese inicialmente más ancho de lo que lo es en la actualidad, recortado por tres de sus lados.
También para el Real Establecimiento Litográfico de José de Madrazo dibujó y litografió la bendición de las banderas regaladas por Isabel II al Ejército en 1832, con destino a una proyectada colección conmemorativa de la vida de la reina, y algunas ilustraciones para El Artista, publicación de corta vida, entre ellas el retrato de José Álvarez Cubero por dibujo de Juan Antonio de Ribera. Desaparecido el monopolio que ostentaba el Real Establecimiento Palmaroli creó su propio taller litográfico activo entre 1837 y 1841, en el que editó una serie de retratos de médicos y otra de reyes de España y una colección de vistas de Madrid dibujadas y litografiadas por José María Avrial y Flores. En pintura al óleo cita Ossorio algunas copias de obras maestras del Monasterio de El Escorial y, en particular, la copia de La adoración de las Sagrada Forma de Claudio Coello, que presentó a la exposición de pinturas de la Academia de Bellas Artes de 1839, de la que el  Semanario Pintoresco Español publicó una reproducción grabada en madera
Casado con la madrileña Tomasa González, en 1834 nació en Zarzalejo su hijo Vicente Palmaroli, más tarde también pintor. No obstante, en 1841, posiblemente a causa del menguado éxito del taller, regresó a Italia llevando con él a su familia. En 1845 y 1846 trabajó en su tierra natal pintando al fresco en el palacio del conde Vinci-Gigliucci las hazañas de sus antepasados. En 1848 retornó a Madrid, con cartas de recomendación del papa Pio IX a la reina. Nombrado en 1849 litógrafo del Real Museo, su actividad principal en sus últimos años volverá a ser la litografía, con dedicación especial a los retratos.